# Reinaldo Alagoano
Reinaldo Alagoano (sinh ngày 13 tháng 4 năm 1986) là một cầu thủ bóng đá người Brasil.

## Sự nghiệp câu lạc bộ
Reinaldo Alagoano đã từng chơi cho Vegalta Sendai.

## Thống kê câu lạc bộ

### J.League
| Đội            | Năm       | J.League | J.League | J.League Cup | J.League Cup | Tổng cộng | Tổng cộng |
| Đội            | Năm       | Trận     | Bàn      | Trận         | Bàn          | Trận      | Bàn       |
| -------------- | --------- | -------- | -------- | ------------ | ------------ | --------- | --------- |
| Vegalta Sendai | 2010      | 3        | 0        | 2            | 0            | 5         | 0         |
| Tổng cộng      | Tổng cộng | 3        | 0        | 2            | 0            | 5         | 0         |